# Wankariem
Wankariem (ros. Ванкарем) – wieś w Rosji, w Czukockim Okręgu Autonomicznym, w rejonie iultińskim. W 2010 liczyła 184 mieszkańców.